# Francesco Corti (Dirigent)
Francesco Corti (* 17. Oktober 1963 in Mailand) ist ein italienischer Dirigent.

Francesco Corti (Foto: Christopher Bowen)

Corti war unter anderem Generalmusikdirektor am Pfalztheater in Kaiserslautern, am Theater Magdeburg und an der Scottish Opera in Glasgow. Er ist nicht zu verwechseln mit dem Cembalisten und Dirigenten Francesco Corti.

## Studium und musikalische Ausbildung
Corti beendete seine Schulausbildung 1982 mit der maturità classica. Ab 1976 studierte er Violine am Conservatorio Giuseppe Verdi seiner Heimatstadt. Als Schüler von Franco Fantini, dem langjährigen Konzertmeister des Orchestra del Teatro alla Scala, schloss er sein Studium 1984 mit dem Konzertdiplom ab. In der Tonsatzklasse war er Schüler von Bruno Bettinelli. 1981 war er Teilnehmer eines Dirigierseminars bei Franco Ferrara in Bisceglie.
Ab 1983 studierte er am Konservatorium der Stadt Wien in der Dirigentenklasse von Reinhard Schwarz. Des Weiteren besuchte er die Klasse von Karl Österreicher an der Hochschule für Musik und darstellende Kunst Wien, sowie die Seminare der Dirigenten Otmar Suitner und Joseph Mertin. Sein Violinstudium setzte er bei Anton Straka fort.

## Künstlerische Laufbahn
1986 debütierte Francesco Corti als Dirigent am Teatro Pergolesi in Jesi (Italien) mit Giuseppe Verdis La Traviata. In den weiteren Jahren folgten Assistenzen mit den Dirigenten Giuseppe Patanè, Angelo Campori, Bruno Bartoletti, Gianandrea Gavazzeni und Nello Santi, bei denen er sich einen stilsicheren Umgang insbesondere mit dem italienischen Opernrepertoire aneignete. Bis 1996 gastierte er an zahlreichen Opernhäusern und Konzertbühnen, darunter am Teatro dell’Opera di Roma, am Teatro Regio di Torino, am Teatro Filarmonico di Verona, am Teatro Petruzzelli in Bari und am Teatro Carlo Felice in Genua in Italien. In Spanien dirigierte er die Symphonieorchester von Sevilla, Bilbao, La Coruna, Gran Canaria und Tenerife. In Frankreich stand er am Pult der Opernhäuser von Strasbourg, Avignon und Besançon. Er gastierte am Württembergischen Staatstheater in Stuttgart, war Gast am Koreanischen Nationaltheater in Seoul, leitete das Ungarische Staatsorchester in Budapest sowie das Orchestra della Svizzera italiana in Lugano.

### Festengagements
Zur Spielzeit 1996/97 wurde Corti zum ersten Kapellmeister an der Deutschen Oper am Rhein Düsseldorf ernannt. Diese Stelle hatte er für fünf Spielzeiten inne, in denen er unter anderem Neuproduktionen von Gaetano Donizettis Lucia di Lammermoor, Gioachino Rossinis L’italiana in Algeri und Giuseppe Verdis Il trovatore betreute.
Im Jahr 2000 wurde er zum Generalmusikdirektor des Pfalztheaters in Kaiserslautern ernannt. Wichtige Neuproduktionen dieser Jahre waren Verdis Aida und Don Carlos, Richard Wagners Lohengrin und Die Feen und Richard Strauss’ Salome und Arabella.
2006 wechselte er als Generalmusikdirektor an das Theater Magdeburg. Zu den Höhepunkten seiner Jahre in Magdeburg gehörte die musikalische Leitung der Inszenierungen von Modest Mussorgskys Boris Godunow, Richard Wagners Tannhäuser, Wolfgang Amadeus Mozarts Idomeneo und Dmitri Schostakowitschs Lady Macbeth von Mzensk. Als Leiter der Magdeburgischen Philharmonie betreute bis 2010 über 60 Sinfoniekonzerte.
In den Jahren 2007 bis 2013 war Corti Music Director der Scottish Opera in Glasgow. Herausragende Aufführungen in diesen Jahren waren Gioachino Rossinis Il barbiere di Siviglia, Giacomo Puccinis Madama Butterfly, Bedřich Smetanas Zwei Witwen sowie Puccinis La fanciulla del West beim Edinburgh International Festival. Dazu kamen konzertante Aufführungen von Vincenzo Bellinis I Puritani, Pietro Mascagnis Cavalleria rusticana und Ruggero Leoncavallos I Pagliacci in den Glasgow City Halls und Puccinis Turandot in der Usher Hall in Edinburgh. Als Neuproduktionen leitete er die Inszenierungen von Jules Massenets Manon, Richard Strauss’ Intermezzo als deutschsprachige Erstaufführung in Großbritannien und Mozarts Le nozze di Figaro.

### Gastdirigate
Internationale Engagements führten ihn an die Deutsche Oper Berlin, das Opernhaus Halle, die Volksoper Wien, Den Norske Opera in Oslo, die Oper Göteborg sowie an die San Francisco Opera. Seit 2014 ist Corti regelmäßiger Gast des National Taiwan Symphony Orchestra in Taichung. Dort leitete er 2016 Jonathan Doves Community Opera The Monster in the Maze als erste Eigenproduktion des im gleichen Jahr eröffneten Nationaltheaters Taichung.

## Einspielungen
- Gioachino Rossini: Aureliano in Palmira, Belcanto Opera Festival Bad Wildbad (Live-Aufnahme, Juli 1996), Bongiovanni GB 2201-2 (2 CD)
- Gioachino Rossini: Eduardo e Cristina, Belcanto Opera Festival Bad Wildbad (Live-Aufnahme, Juli 1997), Bongiovanni GB 2205/06
- Gioachino Rossini: Matilde di Shabran, Belcanto Opera Festival Bad Wildbad (Live-Aufnahme, Juli 1998), Bongiovanni GB 2242/44-2
- Richard Wagner:     Die Feen ,  Pfalztheater Kaiserslautern (Live-Aufnahme, Februar 2005), SWR Produktion 1000426, 350-1955/100-200-300